# Mantar
Mantar (türkisch Pilz) ist eine deutsche Metal-Band aus Bremen. Eine Besonderheit ist, dass die Band nur aus zwei Mitgliedern besteht und ohne Bassisten auskommt.

## Geschichte

### Gründung undDeath by Burning

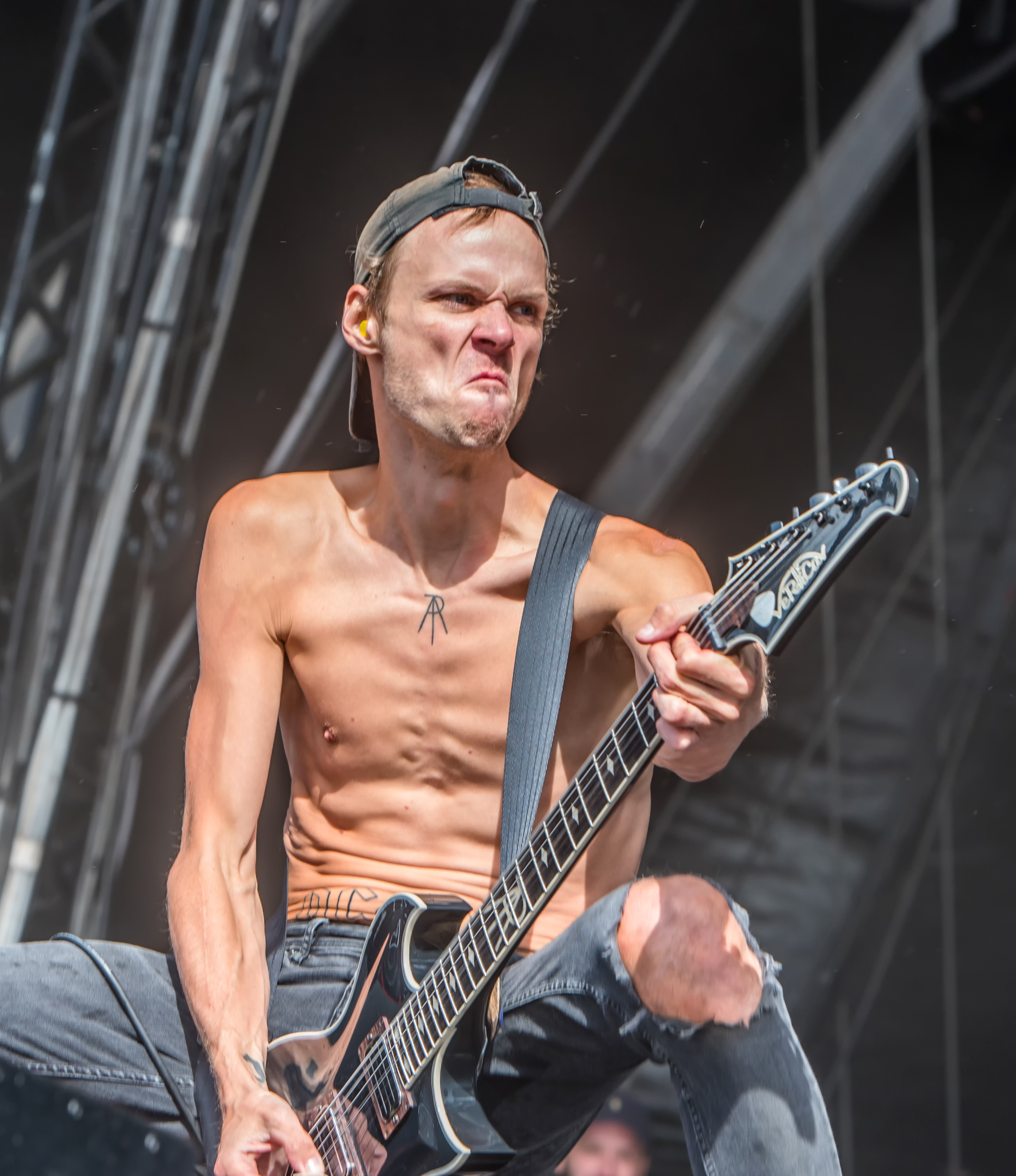
Hanno Klänhardt beim Reload Festival 2018

Gegründet wurde Mantar 2012 von Hanno Klänhardt (Gesang, Gitarre) und Erinç Sakarya (Schlagzeug). Die beiden Musiker stammen ursprünglich aus Bremen und sind schon länger befreundet. Hanno Klänhardt lebt seit 2015 in Gainesville, Florida. Durch Sakaryas türkische Abstammung kam die Idee zum Bandnamen. Beide Musiker suchten etwas klanglich Ausgefalleneres als ein englisches Wort und Mantar sei laut Klänhardt ein hartes und griffiges Wort. Die Band hatte zunächst nur geringe Ambitionen und wollte lediglich ein Demo in einer Auflage von 50 bis 100 Kassetten aufnehmen und ein Konzert in Hamburg spielen. In den frühen Tagen der Band suchten beide Musiker in ihrem Freundeskreis nach einem passenden Bassisten.
Anfang 2013 nahmen sie in Eigenregie ein Demo auf, das im Februar 2014 auf dem finnischen Musiklabel Svart Records unter dem Titel Death by Burning veröffentlicht wurde. Das Album wurde beim Hamburger Musikpreis HANS in der Kategorie Hamburger Produktion des Jahres ausgezeichnet. Bei den Metal Hammer Awards 2014 wurde Death by Burning in der Kategorie Best Debut nominiert, der Preis ging jedoch an Beastmilk für ihr Album Climax. Das deutsche Magazin Visions führte im April 2017 Death by Burning in ihrer Liste der 66 besten Metalalben des neuen Jahrtausends.

### Ode to the FlameundThe Spell

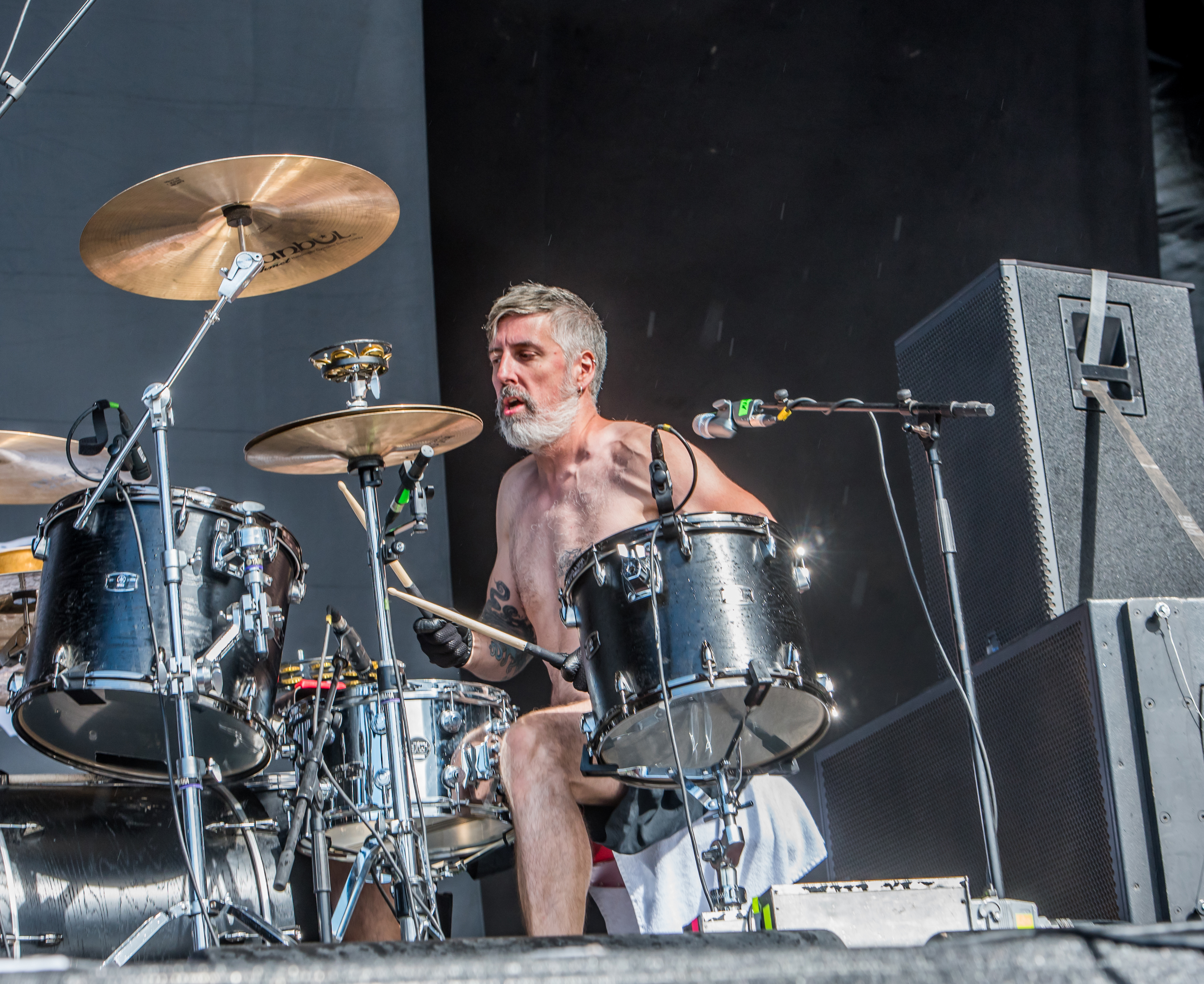
Erinç Sakarya beim Reload Festival 2018

Im Sommer 2015 spielte Mantar auf Festivals wie dem Wacken Open Air, dem Hurricane Festival oder dem Party.San, ehe die Band im November 2015 vom deutschen Plattenlabel Nuclear Blast unter Vertrag genommen wurde. Am 15. April 2016 veröffentlichte Mantar ihr zweites Studioalbum Ode to the Flame, das auf Platz 67 der deutschen Albumcharts einstieg. Das deutsche Magazin Visions führte Ode to the Flame im April 2020 in ihrer Liste der 66+6 besten deutschen Metal-Alben. Die Band spielte im Sommer 2016 auf den Festivals Summer Breeze, Hellfest, Out and Loud, Rockavaria, Tuska Open Air Metal Festival und Vainstream Rockfest. Mantar wurde bei den Metal Hammer Awards 2015 und 2016 jeweils in der Kategorie Up and Coming nominiert, die Preise gingen jedoch an Battle Beast bzw. Avatarium.
Svart Records veröffentlichte 2016 noch das Livealbum St. Pauli Sessions, für das ein Konzert in Hamburg aus dem Jahre 2014 mitgeschnitten wurde. Am 31. März 2017 veröffentlichte die Band eine 10"-EP The Spell mit drei bislang unveröffentlichten Liedern. Bei dem Titellied ist Okoi Jones von der Schweizer Band Bölzer als Gastsänger zu hören. Die anderen beiden Lieder wurden ursprünglich für das Album Ode to the Flame aufgenommen. Es folgte eine Europatournee mit den Vorgruppen Deserted Fear und Deathrite und Auftritte beim Rock Hard Festival, dem Party.San, dem Brutal Assault und dem Rockharz Open Air. Bei den Metal Hammer Awards 2017 wurde Mantar in der Kategorie Best German nominiert, der Preis ging jedoch an die Band Sodom. Im Herbst 2017 folgte eine weitere Europatournee im Vorprogramm von Kadavar.

### The Modern Art of Setting AblazeundGrungetown Hooligans II
Nachdem Mantar im Sommer 2018 bei Festivals wie dem Rock am Ring, Rock im Park, Wacken Open Air, Fusion Festival, Graspop Metal Meeting, Metaldays, Greenfield Festival, FortaRock Festival und dem Maryland Deathfest spielte, veröffentlichte die Band am 24. August 2018 ihr drittes Studioalbum The Modern Art of Setting Ablaze. Das Album stieg auf Platz sieben der deutschen, Platz 53 der österreichischen und Platz 54 der Schweizer Albumcharts ein. Im Herbst 2018 spielten Mantar eine Europatournee mit dem Vorgruppen Skeletonwitch, Evil Invaders und Deathrite. Im Frühjahr 2019 folgte eine Deutschland-Tournee mit der Vorgruppe Downfall of Gaia, bevor im Sommer Festivalauftritte beim Bang Your Head, Full Force, Hellfest und dem Vainstream Rockfest folgten.
Am 26. Juni 2020 veröffentlichten Mantar die EP Grungetown Hooligans II, die über das bandeigene Label Mantarecordings veröffentlicht wurde. Die EP enthält Coverversionen verschiedener Künstler aus den Bereichen Grunge und Noise-Rock wie L7, The Jesus Lizard, Sonic Youth, Mazzy Star, Babes in Toyland, Mudhoney und 7 Year Bitch. Das deutsche Magazin Visions führte 100 % auf ihrer Liste der 25 besten Musikvideos des Jahres 2020. Bei dem maskierten Mann mit Pistole, der auf dem Cover der EP Grungetown Hooligans II auf einer verschneiten Straße vor einem Wohnhaus steht, handelt es sich um den zeitgenössischen Street-Art-Maler Wayne Horse (* 1981, bürgerlich Willehad Eilers) aus Amsterdam.

### Pain Is Forever and This Is the End
Im März 2022 unterschrieb die Band einen Plattenvertrag mit Metal Blade Records. Einen Monat später kündigten Mantar für den 15. Juli 2022 die Veröffentlichung des vierten Studioalbum Pain Is Forever and This Is the End an. Das deutsche Magazin Metal Hammer wählte es zum „Album des Monats“. Das Album stieg auf Platz zwei der deutschen, Platz 45 der Schweizer und Platz 69 der österreichischen Albumcharts ein.

## Stil
Mantar ist laut dem Ox-Fanzine ein eigenwilliges „Sludge-Metal-Duo aus Norddeutschland“. Für ihre Musik nutzt die Band lediglich Gitarre und Schlagzeug. Typisch für Mantar sind simple Melodien, Rhythmen und Riffs. Hanno Klänhardt spielt keine Gitarrensoli und erklärte gegenüber dem deutschen Magazin Metal Hammer, dass Mantar sich bewusst limitieren und primitiv bleiben. Mantar sei laut Klänhardt keine klassische Metalband und die Musiker interessieren sich auch nicht für Metal-typische „Klischees“ wie Blastbeats oder Doublebass. Die Band wolle auch nicht den Anforderungen einer gewissen Szene oder Subkultur entsprechen, sondern laut Klänhardt „einfach nur kloppen“. Für den Gesang verwendet Klänhardt die Technik des Screamings. Als Inspiration nennt die Band Künstler wie die Melvins, Darkthrone und Motörhead. Eine Einordnung als Sludge lehnt sie ab.
Mantar wird von der Presse in der Regel mit den Genres Doom Metal und Punk in Verbindung gebracht. James Christopher Monger von Allmusic nannte noch Black Metal als Genre, während Arne Helms vom deutschen Magazin Visions die Band noch in das Genre Crust Punk einordnete. Gelegentlich wird Mantar auch als Sludge bezeichnet, was von der Band jedoch zurückgewiesen wird.

## Diskografie

### Alben
| Jahr | Titel Musiklabel                                | Höchstplatzierung, Gesamtwochen, AuszeichnungChartplatzierungen (Jahr, Titel, Musiklabel, Platzierungen, Wochen, Auszeichnungen, Anmerkungen) | Höchstplatzierung, Gesamtwochen, AuszeichnungChartplatzierungen (Jahr, Titel, Musiklabel, Platzierungen, Wochen, Auszeichnungen, Anmerkungen) | Höchstplatzierung, Gesamtwochen, AuszeichnungChartplatzierungen (Jahr, Titel, Musiklabel, Platzierungen, Wochen, Auszeichnungen, Anmerkungen) | Anmerkungen                                                         |
| Jahr | Titel Musiklabel                                | DE | AT | CH | Anmerkungen                                                         |
| ---- | ----------------------------------------------- | --- | --- | --- | ------------------------------------------------------------------- |
| 2014 | Death by Burning Svart Records                  | — | — | — | Erstveröffentlichung: 7. Februar 2014                               |
| 2016 | Ode to the Flame Nuclear Blast                  | DE67 (1 Wo.)DE | — | — | Erstveröffentlichung: 15. April 2016                                |
| 2018 | The Modern Art of Setting Ablaze Nuclear Blast  | DE7 (2 Wo.)DE | AT54 (1 Wo.)AT | CH53 (1 Wo.)CH | Erstveröffentlichung: 24. August 2018 # 2 der deutschen Vinylcharts |
| 2022 | Pain Is Forever and This Is the End Metal Blade | DE2 (1 Wo.)DE | AT69 (1 Wo.)AT | CH45 (1 Wo.)CH | Erstveröffentlichung: 14. Juli 2022 # 3 der deutschen Vinylcharts   |
| 2025 | Post Apocalyptic Depression Metal Blade         | DE6 (1 Wo.)DE | — | CH87 (1 Wo.)CH | Erstveröffentlichung: 14. Februar 2025                              |

### Weitere Veröffentlichungen
- 2016: St. Pauli Sessions (Livealbum, Svart Records)
- 2017: The Spell (EP, Nuclear Blast)
- 2020: Grungetown Hooligans II (EP, Mantarecordings)

### Musikvideos
- 2015: White Nights
- 2016: Cross the Cross
- 2018: Age of the Absurd
- 2018: Seek + Forget
- 2020: Ghost Highway
- 2020: 100%
- 2022: Hang ’em Low (So the Rats Can Get ’em)
- 2022: Odysseus
- 2022: Grim Reaping
- 2023: Valhalla Hammering
- 2025: Halsgericht
- 2025: Rex Perverso

## Auszeichnungen
HANS – Der Hamburger Musikpreis
| Jahr | Kategorie                       | für              | Resultat |
| ---- | ------------------------------- | ---------------- | -------- |
| 2014 | Hamburger Produktion des Jahres | Death by Burning | Gewonnen |

Metal Hammer Awards
| Jahr | Kategorie     | für              | Resultat  |
| ---- | ------------- | ---------------- | --------- |
| 2014 | Best Debut    | Death by Burning | Nominiert |
| 2015 | Up and Coming | Mantar           | Nominiert |
| 2016 | Up and Coming | Mantar           | Nominiert |
| 2017 | Best German   | Mantar           | Nominiert |

Preis der deutschen Schallplattenkritik
| Jahr | Kategorie      | für                         | Resultat |
| ---- | -------------- | --------------------------- | -------- |
| 2025 | Hard und Heavy | Post Apocalyptic Depression | Gewonnen |